# لیاخوو (شهرستان یرمکیفسکی، باشقیرستان)
لیاخوو (انگلیسی: Lyakhovo, Yermekeyevsky District, Republic of Bashkortostan) یک شهرک در شهرستان یرمکیفسکی استان باشقیرستان کشور روسیه است.